# Gonospira uvula
Gonospira uvula је пуж из реда Stylommatophora.

## Угроженост
Ова врста се сматра угроженом.

## Распрострањење
Ареал врсте је ограничен на острво Реинион.